# Художній музей імені Куїнджі
Худо́жній музе́й і́мені Куї́нджі  — художній музей у місті Маріуполь, філія Маріупольського краєзнавчого музею.
21 березня 2022 року під час російсько-української війни будівлю музею було зруйновано внаслідок прямого влучання російської авіабомби.

## Будівля
Історія Маріуполя як сталого поселення розпочалась 1778 року. Тому в місті відносно мало архітектурних пам'яток, а частка найбільш вартісних — зруйнована без відновлення (всі православні храми міста, Земська управа, більшість історичних крамниць на вул. Торговій, історична забудова центральної вул. Катерининської). Серед випадково зберігшихся — найбільш повно представлені споруди в стилі сецесія (декоративний стиль капіталізму — модерн).
Для художнього музею відвели колишній приватний будинок в стилі північний модерн 1902 року спорудження. На початку 20 століття будинок був весільним подарунком голови Маріупольської земської управи Газадінова власній доньці Валентині, з якою узяв шлюб Василь Іванович Геоцинтов. Останній заснував в приморському місті реальне училище. Після більшовицького перевороту в жовтні 1917 року — приватна оселя на тодішній вулиці Георгіївській була націоналізована. Оселя за часів СРСР була і бібліотекою, і Історичним партійним архівом.
В роки 2-ї світової війни 1941—1945 рр. будівля була пограбована німецькими загарбниками, але не була зруйнована. В повоєнні роки використовувалась як аптечний склад. Споруда була доведена до аварійного стану без відповідних ремонтів і догляду. 1997 року Маріупольська міська рада ухвалила рішення про підпорядкування історичної споруди в комунальну власність Маріупольського краєзнавчого музею під майбутню філію і створення в місті невеликої картинної галереї. Так нарешті було вирішене питання про створення в місті окремої картинної галереї, проблема створення якої гальмувалась впродовж декількох десятиліть.
Наприкінці 2000-х років в будівлі проведена реконструкція за рахунок місцевої компанії «Азовінтекс». Художній музей імені Куїнджі урочисто відкрито 30 жовтня 2010 року.
На двох поверхах невеликої за площею будівлі Художнього музею імені Куїнджі облаштовано десять залів, загальна виставкова площа яких становить 300 м². Це лише перша черга приміщень, необхідних галереї. В планах на майбутнє — створення і відкриття другої черги.
21 березня 2022 року прямим попаданням авіабомби російських окупантів будівлю музею було знищено. За попередньою інформацією, оригіналів робіт Архипа Куїнджі в музеї не було. Натомість невідомою є доля картин інших художників: Івана Айвазовського, Миколи Глущенка, Тетяни Яблонської, Михайла Дерегуса, Андрія Коцки, Миколи Бендрика, Леоніда Гаді.

## Фонди
1972 року в Маріуполі була заснована перша картинна галерея, приміщення для котрої надав місцевий ентузіаст, директор Коксохімзаводу Максимов. Разом із Юхимом Харабетом Григорій Пришедько перевезли в місто декілька картин радянських художників — Якова Басова, Сергія Шишка, Тетяни Яблонської тощо. Але картинну галерею згодом закрили, а картини сховали у фонди Маріупольського краєзнавчого музею. Але нормальна для культурного осередку ініціатива не мала підтримки у радянських чиновників.
Маріупольський краєзнавчий музей довго не мав значної художньої збірки. У 1973 році відбулася 1-ша республіканська пейзажна виставка «Меморіал Куїнджі». Була створена комісія, що відібрала частку творів з виставки і передала її в краєзнавчий музей.
Частку власних творів музею передав художник Арнаутов Віктор Михайлович (1896—1979), що довго працював у США і був деякий час співпрацівником мексиканського художника Дієго Рівери. У фондах музею твори майстрів Росії та України 20 століття, серед яких:
- погруддя А. Куїнджі (скульптор Беклемішев Володимир Олександрович, 1861—1920)
- твори скульпторів доби СРСР (портрети революційних діячів)
- графіка (невелика кількість творів 19-20 ст., екслібриси тощо.)
- Яблонська Тетяна Нилівна (1917—2005)
- Глущенко Микола Петрович (1901—1977)
- Бендрик Микола Кузьмич (1914—1993)
- Шишко Сергій Федорович (1911—1997)
- Дерегус Михайло Гордійович (1904—1997)
- Хан Микола Олексійович (1924—1981)
- Марчук Іван Степанович (1936 р.н.)
- Басов Яков Олександрович (1914—2004)
- Коцка Андрій Андрійович (1911—1987)
- Злидень Юрій Федорович (1925—2001)
- Бережний Микола Федорович
- Контратович Ернест Рудольфович (1912—2009)
- Федір Захаров
- Олексій Костюченко
- твори місцевих художників (Московченко Григорій Савелійович (1916—1995), Кузьмінков Лель Миколайович (1925—2012), Кофанов Віктор Іванович (1941—2021), Константинов Валентин Костянтинович (1923—2012), Шпак Олександр Гранатович (1959 р.н.), Марковський Сергій Миколайович (1957 р.н.), Кот Петро Олексійович тощо).

Ці твори і стануть базою для створення постійної експозиції художнього музею з додачею зразків декоративно-ужиткового мистецтва (кераміка, невелика збірка порцеляни, рушники, мереживо, меблі доби сецесії).
З нагоди відкриття художнього музею створена тимчасова експозиція, де репрезентовані комп'ютерні копії на полотні картин А. І. Куїнджі та історичні пам'ятки 19 та 20 століть (металева купель з колишньої церкви Різдва Пресвятої Богородиці, Євангеліє кінця 19 ст., зразки текстилю, фото Куїнджі і копії його листів, портрет самого Куїнджі пензля його учня Г. О. Калмикова тощо). Серед новітніх творів мистецтва — медальєрне мистецтво місцевих майстрів (твори В. Узбека, Ю. Шевякова тощо). Відомий український медальєр Харабет Юхим Вікторович має власну експозицію творів при сучасному центрі мистецтв в місті. Але невеличку кількість творів Харабета має і Художній музей.
Загальна кількість художніх творів не перевищує на 2010 рік 2500 одиниць збереження, де переважають графічні твори (головним чином екслібриси), пейзажний живопис та скульптури революційних діячів радянського минулого.

Арнаутов В. М. «Безробітня мати».

## Дарунки музею
Вже отримані перші подарунки музейному закладу. Головний художник міського театру Ковальчук Михайло Сидорович передав Художньому музею оригінал — гравюру «На вулиці Куїнджі» (художник В. Кофанов, 1973 р.). Частка книг мистецтвознавчої тематики передана в наукову бібліотеку музею, а також мистецькі альбоми часів СРСР, монографічні видання про деяких західноєвропейських митців, французькі видання серії Chef d'oeuvre de l'art, невелика кількість естампів російських художників, поодинокі зразки порцеляни фірми Fromone, каслинське литво, видання з автографами Коба Гурулі, Єрванда Кочара. В відділ медальєрного мистецтва 20 століття перейшли дві пам'ятні медалі — "Мікеланджело. Да повстану проти пітьми " та на честь кінного монумента Петру І, створеного Карло Бартоломео Растреллі (медальєр із Сполучених Штатів Алекс Шагін, росіянин за походженням).

Видання Брокгауз-Ефрона С.-Петербург. Титульна сторінка видання Шекспіра 1904 р.
Поштові листівки (до 1925 р.)
Альбом видавництва Fratelli Fabbri Editori Milano обкладинка, 1963 р. (Художній музей імені Куїнджі)

## Дарунки місцевих майстрів
- Кофанов Віктор Іванович, «Пушкінська серія», дві картини[4]
- Бараннік Сергій Олексійович, «Знаки Миколи Гоголя», дарунок 2011 р. Музей вже мав три графічні твори С.Баранніка: «Двоє», «Аліса в країні див», «Цирк».
- Кальченко Анатолій Олександрович, дві картини[4][5]

## Екслібриси в збірці

Подарунки екслібрисів.
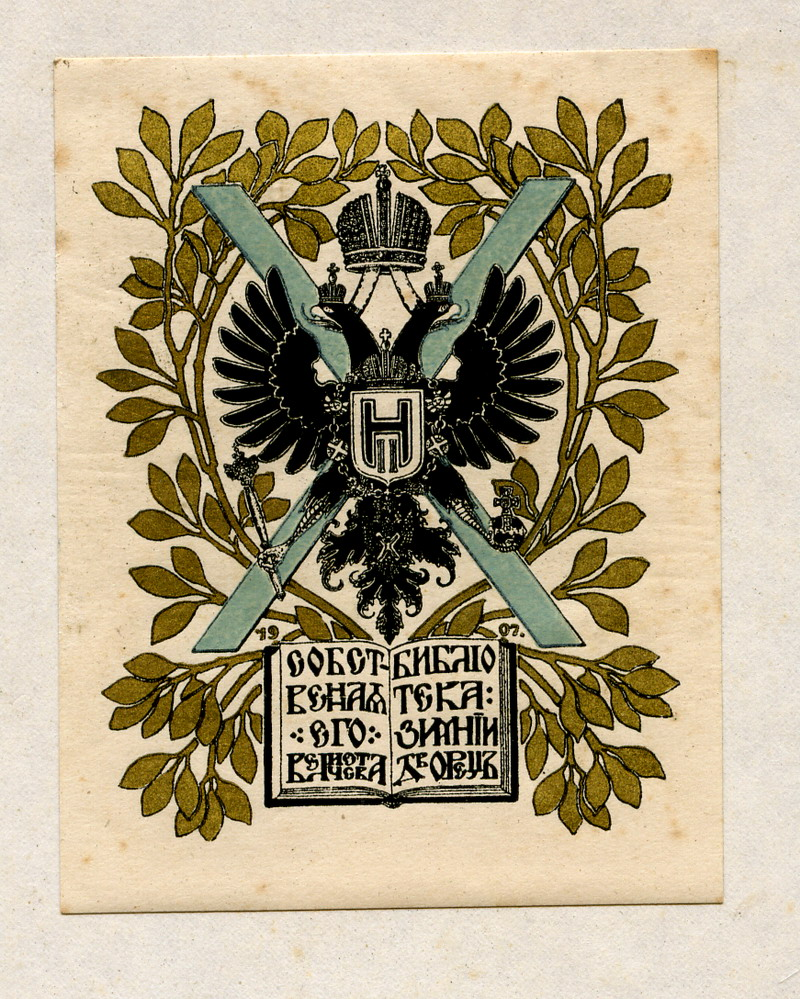
Худ. барон Арміній Євгенович фон Фелькерзам (1864-1918). Екслібрис Бібліотеки Зимового палацу, 1907 р.
Бібліотека відділу старожитностей Імператорського Ермітажу, екслібрис
Імператорська Ермітажна іноземна бібліотека, екслібрис
Екслібрис художника Е. Брунмайєра
Екслібрис Бібліотеки Царського Села

## Медальєрне мистецтво в збірці

Харабет Юхим Вікторович, Ювілейна медаль 1978 р. Аверс
«Слава радянському народу переможцю !» Ювілейна медаль 1945-1975 рр. Аверс, 1975 р.
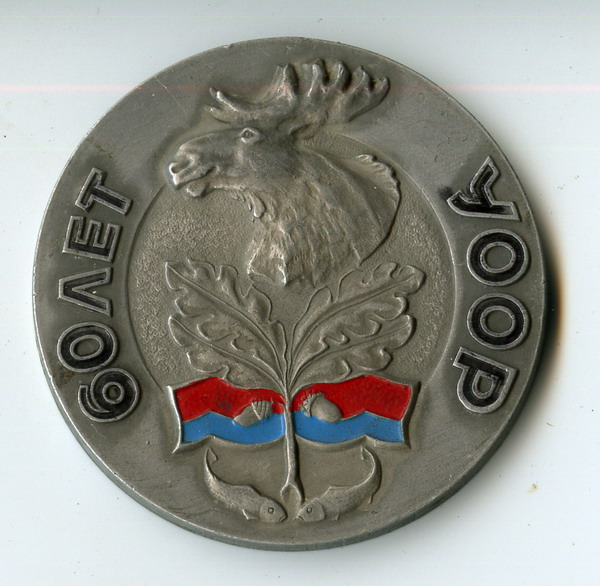
Ювілейна медаль товариства мисливців і рибалок 1921-1981 р. Україна. Аверс. 1981 р.
На честь виплавки 100 000 000 тон сталі Азовсталь, 1967 р. Аверс

## Адреса
Маріуполь, вул. Георгіївська, буд. 58

## Час роботи
Музей працює з 9 до 17 години, квитки продають до 16.00. Вихідний — понеділок.